# 中村千绘
中村千繪（日语：／ Nakamura Chie，1978年5月14日—），是一名日本女性聲優。所屬的事務所是AXL ONE，東京都出身，血型是B型。

## 代演情形
2022年11月28日，所屬事務所宣布中村千繪因患潰瘍性結腸炎而暫停活動，原本由中村千繪擔任的角色改由以下聲優代演或接任：
- 恆松步：《Delicious Party ♡ 光之美少女》（和實秋穗，第39話～第45話）

## 出演作品

### 電視動畫
- 幸運女神（矢間野里子）
- 我們這一家（配聲：iroiro）
- 巖窟王（尤珍妮・德・丹格拉爾）
- gilgamesh（圓紀世子）
- 機獸超世紀（スイート）
- DT戰士（愛麗絲）
- デュアル!ぱられルンルン物語（彌生・シュバエル）
- 火影忍者（春野櫻）
- 火影忍者疾風傳（春野櫻）
- 李洛克的青春全力忍傳（春野櫻）
- ×××HOLiC、TSUBASA翼（七未）
- MUSASHI -GUN道-（夢姫）
- 名偵探柯南（前園仁美、江角榮子、編集員 ※第439話）
- 洛克人Stream（シャンカ）
- 西方善魔女（リティシア）
- 波菲的漫長旅程（吉賽兒）

2011年
- 夏目友人帐 叁（羽之妖怪）

2012年
- 交響詩篇AO（麗貝卡・霍爾斯道姆）
- 夏雪之約（顧客）

2013年
- 成年女性的動畫時間 不在他處 正是此地
- 武士弗拉明戈（石原澄）

2015年
- 魔术快斗1412（今泉丽子）

2016年
- 逆转裁判（绫里千寻、高日美佳、幼年矢张政志）
- Joker Game（辛西婭·格倫）
- B-PROJECT〜鼓動＊Ambitious〜（通譯）

2017年
- BORUTO-火影新世代-NARUTO NEXT GENERATIONS-（宇智波櫻）
- 梵諦岡奇蹟調查官（マリーン）

2018年
- 東京喰種:re（松前）
- 茜色少女（奈奈的母親）
- BAKUMATSU（女囚）

2019年
- 多羅羅（縫之方）
- 文豪Stray Dogs 第3期（鏡花的母親）
- PSYCHO-PASS心靈判官3（薇拉·札哈里亚斯）

2020年
- 淘氣貓2020：家有圓圓？！～我家的圓圓你知道嗎～（主人）
- GO!GO!原子小金剛（メイリン）

2021年
- 咒術迴戰（加茂母親）
- 世界頂尖的暗殺者轉生為異世界貴族（克拉麗絲）

2022年
- Delicious Party ♡ 光之美少女（和實秋穗）（第1話～第34話）
- 秘密內幕～女警的反擊～（由香里）

### OVA
- 火影忍者（春野櫻）

### 劇場版
- 劇場版 火影忍者疾風傳－火之意志的繼承者（春野櫻）
- 劇場版 火影忍者疾風傳 － 絆（春野櫻）
- 劇場版 火影忍者疾風傳 － 鳴人之死（春野櫻）
- 劇場版 火影忍者 － 大活劇!雪姫忍法帖（春野櫻）
- 劇場版 火影忍者 － 大激突!幻之地底遺跡（春野櫻）
- 劇場版 火影忍者 － 大興奮! 三日月島的動物騷動（春野櫻）

2018年
- 文豪Stray Dogs DEAD APPLE（鏡花的母親）

2022年
- 電影 Delicious Party ♡ 光之美少女 夢想的♡兒童套餐！（日语：映画 デリシャスパーティ♡プリキュア 夢みる♡お子さまランチ!）（和實秋穗）

### 遊戲
- 火影忍者-激鬥忍者大戰系列（春野櫻）
- 火影忍者-木葉的忍者英雄系列（春野櫻）
- ラジアータ ストーリーズ（アリシア）
- エウレカセブン TR1:NEW WAVE（ジリアン・ハミルトン）
- エウレカセブン TR2:NEW VISION（ジリアン・ハミルトン）
- テイルズオブジアビス（ノエル）
- テイルズオブファンタジア（フラムベルク）
- 机动战士高达战记（谢里耶·阿莉森）
- 劍魂VI（蘇菲堤娜·亞歷山卓）

### 吹替
電視/電影
| 年份 | 作品名稱               | 配演角色                      | 演員        | 媒介                            |
| ---- | ---------------------- | ----------------------------- | ----------- | ------------------------------- |
| 2002 | 危險性遊戲2            | Kathryn Merteuil              | 愛美·雅當絲 | DVD版本                         |
| 2012 | 人生決勝球             | Mickey Lobel                  | 愛美·雅當絲 | DVD版本                         |
| 2013 | 超人：鋼鐵英雄         | 露薏絲·蓮恩                   | 愛美·雅當絲 | 公映/影碟版本                   |
| 2013 | 騙海豪情               | Sydney Prosser/Edith Greensly | 愛美·雅當絲 | 影碟版本                        |
| 2016 | 蝙蝠俠對超人：正義曙光 | 露薏絲·蓮恩                   | 愛美·雅當絲 | 公映/影碟版本                   |
| 2016 | 迷離字戀               | Susan Morrow                  | 愛美·雅當絲 | 影碟版本                        |
| 2003 | 蒙羅麗莎的微笑         | Elizabeth "Betty" Warren      | 姬絲汀·登絲 | 收費頻道 DVD版本                |
| 2004 | 無痛失戀               | 瑪麗                          | 姬絲汀·登絲 | 影碟版本                        |
| 2004 | 球戀大滿貫             | Lizzie Bradbury               | 姬絲汀·登絲 | DVD版本                         |
| 2012 | 逆天奇緣               | Eden                          | 姬絲汀·登絲 | 影碟版本                        |
| 1997 | 一個快樂的傳說         | 老師                          | -           | 錄影帶/DVD版本                  |
| 2003 | 太陽深處               | 姜秀貞                        | 金晶和      | DVD版本                         |
| 2004 | 我的哥哥               | 趙美玲                        | 李寶英      |                                 |
| 2005 | 魔法保姆麥菲           | Evangeline                    | 凱莉·麥當勞 | 公映版本                        |
| 2006 | 人魚公主的愛情魔法     | Claire Brown                  | 愛瑪·羅拔絲 | DVD版本                         |
| 2008 | 忘掉莎拉·馬歇爾        | 莎拉·馬歇爾                   | 基絲汀·貝爾 | DVD版本                         |
| 2009 | 新娘愛鬥大             | 艾瑪·愛倫                     | 安妮·夏菲維 | DVD版本                         |
| 2010 | 新三國                 | 孫小妹                        | 林心如      | 富士/銀河頻道/衛星劇場/影碟版本 |
| 2011 | 龍門飛甲               | 布嚕嘟/常小文                 | 桂綸鎂      | 影碟版本                        |
| 2012 | 桃姐                   | 蔡姑娘                        | 秦海璐      | 影碟版本                        |
| 2015 | 捉妖記                 | 霍小嵐                        | 白百何      | 影碟版本                        |

## 外部連結
- 事務所官方網站（页面存档备份，存于）

1. 1 2  . 日本タレント名鑑.   [2018-11-23]. （原始内容存档于2019-02-20） （日语）.
2. ↑  . Comic Natalie. 2022-11-28  [2022-11-28]. （原始内容存档于2023-01-07） （日语）.